# Gustaaf Van Roosbroeck
Gustaaf (Staf) (Gustave) Van Roosbroeck (Hulshout, 16 mei 1948) is een voormalig Belgisch wielrenner. Hij was prof tussen 1969 en 1981.
Van Roosbroeck was een verdienstelijk renner. Hij behaalde ruim 70 overwinningen in zijn wielercarrière. Hij nam twee keer deel aan de Ronde van Frankrijk, in 1973 (66e) en 1974 (63e). Zijn grootste successen waren zijn overwinningen in Kuurne-Brussel-Kuurne in 1972 en het eindklassement van de Driedaagse van De Panne in 1979. 

## Belangrijkste overwinningen
1968
- 5e etappe Ronde van België  (amateurs)

1969
- 2e, 3e en 5e etappe Olympia’s Tour
- 3e etappe Ronde van België  (amateurs)

1971
- 5e etappe Ronde van België
- Grote Scheldeprijs
- GP Zele

1972
- Kuurne-Brussel-Kuurne
- Omloop van de Fruitstreek Alken
- 2e etappe GP Fourmies
- Nationale Sluitingsprijs
- GP Denain

1973
- 3e etappe Ronde van Italië
- 7e etappe Ronde van Zwitserland
- Trofeo Luis Puig
- Proloog Ronde van België (ploegentijdrit)
- Nationale Sluitingsprijs

1974
- Flèche Hesbignonne Cras Avernas
- 5e etappe Ronde van Romandië

1975
- Maaslandse Pijl

1976
- Omloop der drie Provinciën

1978
- Nokere Koerse
- Gullegem Koerse
- Omloop van Midden-België

1979
- Dwars door België
- Eindklassement Driedaagse van De Panne

1980
- 1e etappe Driedaagse van De Panne

## Resultaten in voornaamste wedstrijden
| Jaar | Ronde van Italië | Ronde van Frankrijk | Ronde van Spanje |
| ---- | ---------------- | ------------------- | ---------------- |
| 1969 |                  |                     |                  |
| 1970 |                  |                     |                  |
| 1971 |                  |                     |                  |
| 1972 |                  |                     | buiten tijd      |
| 1973 | opgave (1)       | 66e                 |                  |
| 1974 |                  | 63e                 |                  |
| 1975 |                  |                     |                  |
| 1977 |                  |                     |                  |
| 1979 |                  |                     |                  |

| Jaar | Milaan-San Remo | Gent-Wevelgem | Ronde van Vlaanderen | Parijs-Roubaix | Amstel Gold Race | Waalse Pijl | Parijs-Tours | Dwars door Vlaanderen |  | Wereldranglijsten |
| ---- | --------------- | ------------- | -------------------- | -------------- | ---------------- | ----------- | ------------ | --------------------- |  | ----------------- |
| 1969 |                 |               |                      |                |                  |             | 81e          |                       |  |                   |
| 1970 |                 | 16e           |                      |                |                  |             |              |                       |  |                   |
| 1971 | 19e             |               |                      |                | 18e              |             | 14e          |                       |  |                   |
| 1972 |                 | 11e           |                      | 6e             |                  | 7e          |              |                       |  |                   |
| 1973 | 12e             | 18e           | 19e                  | 28e            | 15e              |             | 33e          |                       |  |                   |
| 1974 | 22e             | 22e           | 12e                  |                | 5e               |             |              |                       |  |                   |
| 1975 | 16e             |               | 7e                   |                |                  | 22e         |              |                       |  | 56e (SPP)         |
| 1977 | 33e             |               |                      |                |                  |             |              |                       |  |                   |
| 1979 |                 | 23e           |                      | 35e            |                  | 47e         |              | Goud                  |  |                   |